# تحلیل ساختمند

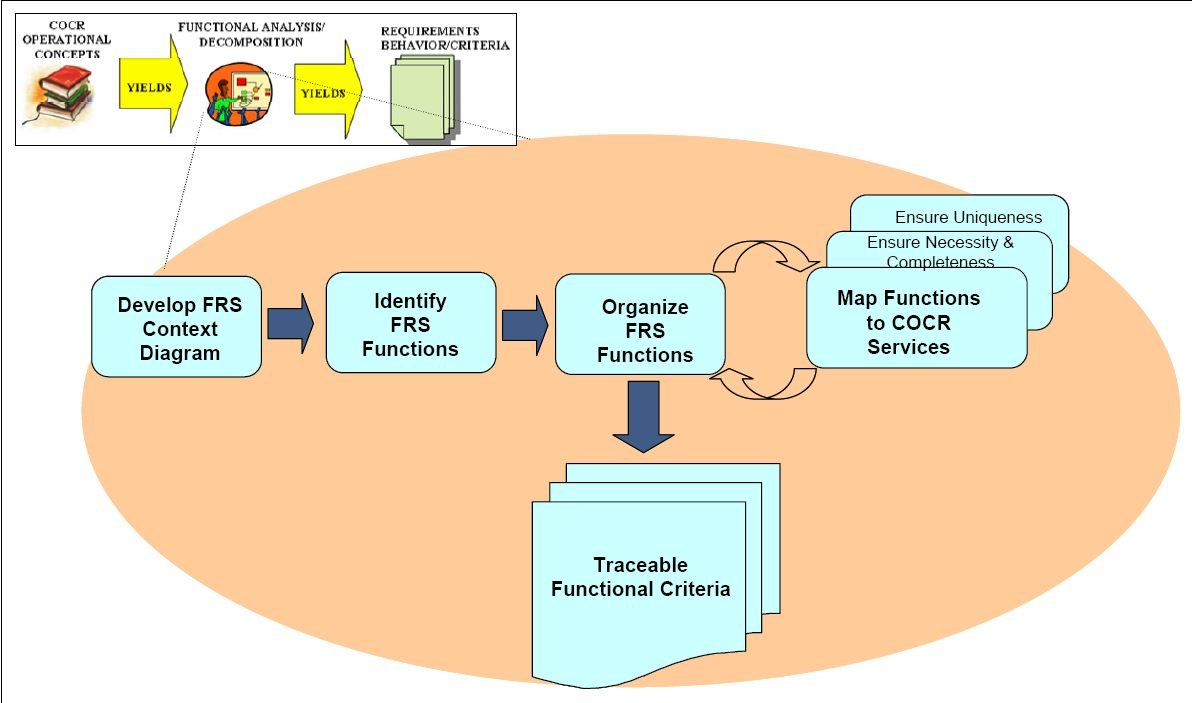

تحلیل ساختمند در مهندسی نرم‌افزار روشی برای تحلیل و تبدیل نیازمندیهای حرفه‌ای به مشخصات و در نهایت به برنامه‌های نرم‌افزاری یا پیکربندی‌های سخت افزاری و فرایندهای دستی مرتبط می‌باشد .